# Llista de capítols de Jujutsu Kaisen
Això és una llista dels volums i capítols del manga de Jujutsu Kaisen: la guerra màgica i la seva preqüela Jujutsu Kaisen 0, sèrie de manga creada per Gege Akutami.
La sèrie va començar a la revista Weekly Shōnen Jump de Shueisha el 5 de març de 2018. Shueisha recull i publica els seus capítols en volums individuals de tankōbon. El primer volum es va publicar el 4 de juliol de 2018. Norma Editorial va començar a publicar-ne la versió en català el 9 de setembre del 2022.

## Argument
La història tracta d'en Yuji Itadori, un estudiant de secundària que s'uneix a una organització secreta de fetillers Jujutsu per tal de matar una poderosa maledicció anomenada Ryomen Sukuna, de qui en Yuji n'és amfitrió. Jujutsu Kaisen és una seqüela d'Escola tècnica superior de màgia de l'àrea metropolitana de Tòquio també escrita per Akutami i reanomenada Jujutsu Kaisen 0 el desembre de 2018.

## Publicació

### Jujutsu Kaisen 0: Escola tècnica superior de màgia de l'àrea metropolitana de Tòquio
| Núm. | Títol                                       | Data de publicació original             | Data de publicació en català             |
| --- | ------------------------------------------- | --------------------------------------- | ---------------------------------------- |
| 0 | Foscor resplendent Mabushii Yami (眩しい闇) | 4 de desembre de 2018 978-4-08-881672-2 | 25 de novembre de 2022 978-84-679-5896-6 |
| En Yûta Okkotsu és un estudiant de secundària que desitja ser executat, ja que viu turmentat per la Rika, un esperit venjatiu que el posseeix. Però, llavors, en Satoru Gojô, un mestre de l’Institut de Màgia de Tòquio, on s'ensenya a purificar “malediccions”, transfereix en Yûta a aquest centre… Ara s'aixeca el teló de la preqüela que dona pas a Jujutsu Kaisen: La guerra màgica! |                                             |                                         |                                          |

### Jujutsu Kaisen: la guerra màgica
| Núm. | Títol | Data de publicació original              | Data de publicació en català             |
| --- | --- | ---------------------------------------- | ---------------------------------------- |
| 1 | Ryômen-Sukuna Ryōmen Sukuna (両面宿儺) | 4 de juliol de 2018 978-4-08-881516-9    | 9 de setembre de 2022 978-84-679-5755-6  |
| En Yûji Itadori és un estudiant d’institut amb unes capacitats físiques extraordinàries que té el costum de visitar cada dia el seu avi a l’hospital. Però, un dia, el segell d’un talismà que es trobava en estat latent al seu institut es trenca i apareixen un grapat de monstres! L’Itadori decideix endinsar-se a l’institut per salvar uns companys que hi han quedat atrapats... Què li passarà?! | |                                          |                                          |
| 2 | L'arribada de l'embrió maleït Jutaitaiten (呪胎戴天) | 4 de setembre de 2018 978-4-08-881608-1  | 6 d'octubre de 2022 978-84-679-5756-3    |
| Tot d’una, un embrió maleït apareix al pati d’un reformatori. Per rescatar-ne els supervivents, l’Institut de Màgia hi envia l’Itadori i els altres alumnes de primer. Però el grup es troba en un embolic quan l’embrió es transforma en una maledicció de rang especial i comença a atacar-los. Per tenir alguna oportunitat d’abatre la maledicció, l’Itadori acaba cedint el control del seu cos a en Sukuna. | |                                          |                                          |
| 3 | El passerell i el càstig invers Yōgyo to Sakabachi (幼魚と逆罰)                                                                                         | 4 de desembre de 2018 978-4-08-881666-1  | 13 de gener de 2023 978-84-679-5757-0    |
| L’Aoi Tôdô i la Mai Zen’in, dos estudiants de l’Institut de Màgia de Kyoto, s'han presentat davant d’en Fushiguro i la Kugisaki! Què respondrà en Fushiguro a la pregunta que li ha fet en Tôdô sobre com li agraden les dones? Per la seva banda, l’Itadori es troba en ple entrenament, i amb l’objectiu de practicar el combat real... anirà a l’escenari d’un incident provocat per una maledicció! | |                                          |                                          |
| 4 | Et mataré Koroshite Yaru (殺してやる) | 4 de març de 2019 978-4-08-881756-9      | 17 de febrer de 2023 978-84-679-5758-7   |
| Durant la investigació d’un assassinat executat amb poder maleït, l’Itadori coneix en Junpei, l’únic testimoni del cas, i de seguida sembla que s'avenen. Tanmateix, en Junpei es troba sota la influència de les paraules d’en Mahito, l’esperit maligne que ha comès els homicidis. El pla d’en Mahito consisteix a enfrontar en Junpei i l’Itadori, i sembla que en Junpei ja ha caigut a la trampa... | |                                          |                                          |
| 5 | Jornades d'Intercanvi d'Escoles Germanes de Kyoto Kyōto Shimai-kō Kōryū-kai (京都姉妹校交流会)                                                          | 2 de maig de 2019 978-4-08-881828-3      | 31 de març de 2023 978-84-679-5759-4     |
| Les jornades d’intercanvi amb l’institut germà de Kyoto han començat. El primer dia es fa la competició grupal, que guanyarà l’equip que aconsegueixi purificar abans la maledicció de rang dos que s'ha alliberat a l’àrea designada, però el bel·licós Tôdô ataca directament l’equip de Tòquio, de manera que l’Itadori es veu obligat a plantar-li cara. Malgrat tot el que no sap és que els altres membres de l’equip de Kyoto pretenen unir-se a la batalla amb l’objectiu de matar-lo. L’Itadori es troba en un bon destret!      | |                                          |                                          |
| 6 | El Centelleig obscur Kokusen (黒閃) | 4 de juliol de 2019 978-4-08-881876-4    | 21 d'abril de 2023 978-84-679-5759-4     |
| L’equip de Kyoto s'ha proposat aprofitar la trobada d’intercanvi per matar l’Itadori i, a sobre, un esperit maligne i un bruixot maleït, liderats per en Mahito, irrompen en l’escena. Un grup de mestres vol rescatar els alumnes, però una “cortina” dels enemics els divideix... Mentrestant, en Hanami, una maledicció de rang especial, ataca l’Inumaki i en Fushiguro. Aconseguiran fugir del perill?! | |                                          |                                          |
| 7 | L'origen de la confiança cega Kishu Raidō (起首雷同) | 4 d'octubre de 2019 978-4-08-882076-7    | 12 maig de 2023 978-84-679-5761-7        |
| L’institut ha aconseguit repel·lir l’atac dut a terme per l’escamot de l’esperit maligne de rang especial Hanami, però els han robat els dits d’en Sukuna i un talismà de rang especial anomenat “Embrió Maleït de les Nou Etapes de la Descomposició”. L’encarnació de les nou etapes donarà a llum una nova amenaça... Tot i així, el grup de l’Itadori, encara desconeixedor del perill que s'està gestant, es posa en marxa per exterminar els esperits que apareixen a les portes, però, aleshores...                                | |                                          |                                          |
| 8 | Joia oculta Kaigyoku (壊玉) | 4 de gener de 2020 978-4-08-882168-9     | 9 de juny de 2023 978-84-679-5762-4      |
| El grup de l’Itadori derrota el segon i el tercer dels germans anomenats Embrions maleïts de les nou etapes de la descomposició, que s'havien encarnat, i recuperen un dit d’en Sukuna. Com a conseqüència d’aquests assoliments, els recomanaran per ascendir al rang u de bruixeria. Mentrestant, en Gojô mou fils a l’ombra... Quines intencions deu tenir? En aquest volum, la història fa un salt al passat per desvelar l’incident que va tenir lloc quan en Gojô i en Getô eren estudiants de segon curs a l’Institut de Màgia!    | |                                          |                                          |
| 9 | Joia esberlada Gyokusetsu (玉折) | 4 de gener de 2020 978-4-08-882218-1     | 7 de juliol de 2023 978-84-679-5762-4    |
| La missió d’escortar el cos de fluid estel·lar que havien assignat a en Gojô i en Getô entra en un atzucac quan un assassí de bruixots, que es fa dir Fushiguro, els ataca per sorpresa. El bàndol d’en Gojô es troba al caire de la mort... Com s'ho faran per sortir d’una peça d’aquest destret?! En aquest volum trobareu la resolució de l’incident del passat que va portar en Gojô a convertir-se en el bruixot més poderós de tots i va provocar la rebel·lió d’en Getô!                                                          | |                                          |                                          |
| 10 | La vigília del festival Yoimatsuri (宵祭り) | 4 de març de 2020 978-4-08-882274-7      | 4 d'agost de 2023 978-84-679-5764-8      |
| A fi d’obtenir un cos que es pugui moure lliurement, en Kôkichi Muta, més conegut pel sobrenom de Mecamaru, ha estat passant informació al bàndol dels esperits malignes... Però les negociacions s'han torçat i ara es veu forçat a lluitar contra en Mahito. El noi té un pla secret per provar de fugir de les urpes de la mort, però... se’n sortirà? A més, el 31 d’octubre, una “cortina” cau sobre la ciutat i comença l’“incident de Shibuya”!                                                                                    | |                                          |                                          |
| 11 | L'incident de Shibuya -S'obre la porta- Shibuya Jihen -Kaimon- (渋谷事変 ー開門ー)                                                                      | 4 de juny de 2020 978-4-08-882296-9      | 8 de setembre de 2023 978-84-679-5765-5  |
| L'andana de metro de l’estació de Shibuya està abarrotada de persones normals i també d’humans modificats... Malgrat veure's immers en aquesta situació terrible i sense escapatòria, en Gojô domina la lluita en tot moment i en fa passar de tots colors als esperits malignes. Però l'enemic encara té un as a la màniga: un atac pensat especialment per segellar en Gojô! Mentrestant, l'Itadori s'afanya a arribar a l’estació de Shibuya i, de camí, topa amb un aliat inesperat!                                                  | |                                          |                                          |
| 12 | L'incident de Shibuya -Espiritisme- Shibuya Jihen -Kōrei- (渋谷事変 ー降霊ー)                                                                           | 4 d'agost de 2020 978-4-08-882381-2      | 6 d'octubre de 2023 978-84-679-5766-2    |
| Enmig del caos creixent de l’incident de Shibuya, la tècnica d’espiritisme que ha fet retornar en Tôji Zen’in del més enllà pren un rumb inesperat! La Mei Mei s'acosta a l’andana de metro on es troba en Getô i, per la seva banda, en Nanami s'enfureix en constatar que el grup dels assistents supervisors ha patit grans estralls... Quan els bruixots de rang u es llancen a l’ofensiva, l’Itadori topa amb en Chôsô, el germà gran de les nou etapes de la descomposició!                                                         | |                                          |                                          |
| 13 | L'incident de Shibuya -Tro- Shibuya Jihen -Hekireki- (渋谷事変 ー霹靂ー)                                                                                | 2 d'octubre de 2020 978-4-08-882429-1    | 10 de novembre de 2023 978-84-679-5767-9 |
| En Dagon s'ha transformat en un temible esperit maligne que ataca en Naobito, la Maki i en Nanami amb un torrent inesgotable de poder maleït! Mentrestant, els bruixots maleïts que adoraven en Getô proven de recuperar-ne el cos... Per aconseguir-ho, invocaran l'ésser que haurien d’evitar per sobre de tot! | |                                          |                                          |
| 14 | L'incident de Shibuya -El bé i el mal- Shibuya Jihen -Rihi- (渋谷事変 ー理非ー)                                                                         | 4 de gener de 2021 978-4-08-882534-2     | 7 de desembre de 2023 978-84-679-5768-6  |
| Mentre en Sukuna desferma el seu poder amb violència sobre el barri de Shibuya després d’haver aconseguit una llibertat temporal, un bruixot maleït ha ferit de mort en Fushiguro i ell decideix fer servir el seu últim recurs. Què passarà quan en Sukuna s'adoni que en Fushiguro ha iniciat un “ritual d’exorcisme”?! | |                                          |                                          |
| 15 | L'incident de Shibuya -Transformació- Shibuya Jihen -Henshin- (渋谷事変 ー変身ー)                                                                       | 4 de març de 2021 978-4-08-882581-6      | 2 de febrer de 2024 978-84-679-5769-3    |
| Primer la massacre provocada per en Sukuna, després la mort d'en Kento Nanami... I potser ara la Kugisaki, a mans d'en Mahito! Just quan el cor de l'Itadori supera el límit del que pot suportar, ofegat sota el pes dels seus propis crims, algú arriba per donar suport al seu millor amic durant aquesta crisi. Quina serà la resolució del combat entre l'Itadori i en Mahito, dos enemics disposats a maleir-se fins a la mort?! | |                                          |                                          |
| 16 | L'incident de Shibuya -Tancament de la porta- Shibuya Jihen -Heimon- (渋谷事変 ー閉門ー)                                                                | 4 de juny de 2021 978-4-08-882688-2      | 1 de març de 2024 978-84-679-5770-9      |
| Després d’atrapar en Mahito, en Getô revela part del seu pla. Mentre els bruixots es repleguen per fer front a la fase final de l’incident de Shibuya, en Chôsô descobreix l’autèntica identitat del “cervell” que mou els fils de tot i que ha ocupat el cadàver d’en Getô com un paràsit. La fi de l’incident portarà la destrucció i el caos, i el món farà un gir radical! | |                                          |                                          |
| 17 | Preparatius enllestits Ashi o Fukumu (葦を啣む) | 4 d'octubre de 2021 978-4-08-882736-0    | 5 d'abril de 2024 978-84-679-5771-6      |
| L’Itadori es troba entre la vida i la mort després de perdre el combat contra l’Okkotsu, el seu botxí, i recorda una escena del passat amb la seva família... on apareix la imatge del cos anterior d’en Noritoshi Kamo. Just quan es posa en marxa un pla per suprimir el “Joc de l’aniquilació”, en què els bruixots s'hauran de matar els uns als altres, la Maki es dirigeix cap a la residència del clan Zen’in! | |                                          |                                          |
| 18 | Fervor Netsu (熱) | 25 de desembre de 2021 978-4-08-882848-0 | 7 de juny de 2024 978-84-679-5772-3      |
| A fi d’obtenir la col·laboració d’en Kinji Hakari, l’alumne de tercer de l’Institut de Màgia que es troba expulsat, per aturar el “Joc de l’aniquilació”, l’Itadori participa en els combats d’apostes del club de lluita que regenta aquest exalumne i mira de negociar-hi cara a cara... En Fushiguro també s'ha infiltrat al local i es disposa a trobar l’Itadori... però la tècnica d’un altre alumne de tercer que coopera amb en Hakari li barra el pas!                                                                           | |                                          |                                          |
| 19 | La colònia de Tòquio 1 -L'home cremat- Tōkyō Dai-Ichi Koronī -Okoreru Otoko- (東京第一結界 -怒れる男-)                                                  | 4 d'abril de 2022 978-4-08-883068-1      | 5 de juliol de 2024 978-84-679-6991-7    |
| Amb l’objectiu de crear una llacuna legal al Joc de l’aniquilació per mitjà d’afegir-hi una nova regla, l’Itadori i en Fushiguro van a la caça d’un jugador anomenat Hiromi Higuruma, que té 100 punts. Però, en travessar la barrera de la colònia de Tòquio 1, els dos companys acaben separats. Mentre busquen en Higuruma, tots dos troben aliats que col·laboraran en la cerca, però... | |                                          |                                          |
| 20 | La colònia de Sendai -A mig banquet- Sendai Koronī -Utage Nakaba- (仙台結界 -宴半ば-)                                                                   | 4 d'agost de 2022 978-4-08-883201-2      | 2 d'agost de 2024 978-84-679-6992-4      |
| Tant en Fushiguro com en Reggie estan a un pas de morir aixafats per la tècnica de l’altre, però llavors en Reggie es treu un as de la màniga per provar d’inclinar la balança a favor seu... i el combat a mort es dirigeix cap al desenllaç! D’altra banda, a la colònia de Sendai, l’Okkotsu trenca l’equilibri entre les quatre forces més poderoses... i es desferma una batalla aferrissada contra els bruixots del passat i un esperit maligne de rang especial!                                                                   | |                                          |                                          |
| 21 | La colònia de Tòquio 2 -Cop de sort- Tōkyō Dai-Ni Koronī -Gōun- (東京第二結界 -豪運-)                                                                   | 2 de desembre de 2022 978-4-08-883311-8  | 6 de setembre 2024 978-84-679-6993-1     |
| En Panda i en Hakari es dirigeixen cap a la colònia de Tòquio 2 a la recerca d’en Hajime Kashimo, el jugador amb més punts d’aquesta zona, però se separen en travessar la barrera i en Hakari es veu obligat a enfrontar-se amb en Charles, un jugador que aspira a ser dibuixant de manga! Mentrestant, en Panda topa tot d’una amb en Hajime Kashimo... i el poder aclaparador d’aquest jugador el posarà contra les cordes! | |                                          |                                          |
| 22 | La colònia de Sakurajima -Reencarnació- Sakura-jima Koronī -Tensei- (櫻島結界-転生-)                                                                    | 2 de març de 2023 978-4-08-883311-8      | 25 d'octubre 2024 978-84-679-6994-8      |
| Un esperit maligne misteriós entra volant tot d'una a la colònia de Sakurajima! Es tracta de la reencarnació d'algú que la Maki coneix molt bé... Aquesta maledicció evoluciona a tota velocitat des de la forma d'embrió maleït fins a un cos adult i posa contra les cordes la Maki i en Noritoshi. I just llavors, uns nouvinguts travessen la barrera! | |                                          |                                          |
| 23 | Estels i oli Hoshi to Abura (星と油) | 4 de juliol de 2023 978-4-08-883628-7    | 8 de novembre de 2024 978-84-679-6995-5  |
| En Sukuna ha revelat que l’objectiu de l’Àngel, l’individu que ella va anomenar “el Caigut”, és ell mateix. L’Itadori i en Fushiguro no acaben de comprendre quina deu ser l’autèntica intenció d’en Sukuna en revelar-los aquesta informació i, abans que ho puguin esclarir, en Kenjaku desferma una nova onada de caos sobre el Joc de l’aniquilació... ja que ha estat conspirant contra diversos països! Per acabar-ho d’adobar, en Kenjaku arriba finalment fins al lloc on s'ha reclòs en Tengen... el Santuari dels Estels Morts! | |                                          |                                          |
| 24 | L'arribada de l'embrió maleït -Retorn- Jutaitaiten -Saiki- (呪胎戴天-再帰-)                                                                             | 4 d'octubre de 2023 978-4-08-883670-6    | 17 de gener de 2025 978-84-679-6996-2    |
| De cop i volta, forces militars de diferents països envaeixen les colònies del Joc de l’aniquilació per donar caça als bruixots. Però, llavors, els soldats es converteixen en víctimes d’una massacre a mans dels esperits malignes i, d’aquesta manera, les barreres s'omplen a vessar de poder maleït! Mentre els preparatius per a l’assimilació de la humanitat amb en Tengen continuen avançant, en Fushiguro mira d’excloure la seva germana Tsumiki del Joc de l’aniquilació, però...!                                            | |                                          |                                          |
| 25 | Batalla decisiva a Shinjuku, territori d'éssers sobrenaturals Jingai Makyō Shinjuku Kessen (人外魔境新宿決戦)                                           | 4 de gener de 2024 978-4-08-883799-4     | 7 de febrer de 2025 978-84-679-6997-9    |
| Amb l’objectiu d’aconseguir el control absolut del cos d’en Megumi Fushiguro, en Sukuna planeja matar la Tsumiki, que és la reencarnació de la Yorozu. Mentrestant, l’Itadori i els altres intenten recuperar en Satoru Gojô amb l’ajuda del poder de l’Àngel i la Kurusu, que s’han escapat de la mort per ben poc. Aviat, dos éssers extraordinaris s’enfrontaran en una batalla èpica: en Sukuna, el més poderós de tots els temps, i en Satoru Gojô, el més poderós de l’actualitat!                                                  | |                                          |                                          |
| 26 | Cap al sud Minami e (南へ) | 4 d'abril de 2024 978-4-08-883884-7      | 7 de març de 2025 978-84-679-6998-6      |
| Continua el combat èpic mai vist, ple d’expansions territorials succeint-se de forma simultània, i amb tècniques replicant-se una vegada i una altra. I quan sembla que l’equilibri entre les dues forces es veu alterat per la invocació de Makora i la impossibilitat de Satoru Gojô d’expandir el seu territori, de sobte tot canvia… | |                                          |                                          |
| 27 | Supervivents estúpids! Baka Sabaibā!! (バカサバイバー！！)                                                                                              | 4 de juliol de 2024 978-4-08-884115-1    | 9 de maig de 2025 978-84-679-7625-0      |
| En Gojô ha perdut... però no hi ha temps per reflexionar i en Kashimo carrega contra en Sukuna arriscant la vida per executar la seva tècnica, però l’enemic ha completat la transformació per mitjà de la reencarnació...! D’altra banda, mentre la batalla contra en Sukuna continua, l’humorista Takaba desafia en Kenjaku a un combat un contra un! | |                                          |                                          |
| 28 | Batalla decisiva a Shinjuku, territori d'éssers sobrenaturals -nou pedres d'avantatge- Jingai Makyō Shinjuku Kessen -Katsushi- (人外魔境新宿決戦-星目-) | 25 de desembre de 2024 978-4-08-884377-3 | 6 de juny de 2025 978-84-679-7626-7      |
| En Higuruma no ha pogut confiscar-li la tècnica a en Sukuna i ara que l’han separat de l’Itadori i la resta de companys, li ha de plantar cara en solitari! Funcionaran els atacs de la seva espasa “mortal” contra ell? Aleshores, l’Okkotsu, “el bruixot del present amb poders sobrenaturals”, arriba a Shinjuku i allibera la seva expansió territorial enmig d’aquesta lluita acarnissada! | |                                          |                                          |